# Wildman River
Der Wildman River ist ein Fluss im Norden des australischen Northern Territory.
Wie die drei Alligator Rivers führt er ganzjährig Wasser, aber seine Nebenflüsse werden in der Trockenzeit zu einer Reihe von Wasserlöchern.

## Geografie
Der Fluss entsteht im Nordwesten des Kakadu-Nationalparks, wenige Kilometer nördlich des Arnhem Highway, am Zusammenfluss des Wildman River East Branch mit dem Wildman River West Branch. Er fließt zunächst nach Ost-Nordosten, biegt dann nach Norden ab und verläuft fast parallel zum West Alligator River. In der Finke Bay, 20 Kilometer westlich des Zuflusses des West Alligator Rivers, mündet er in den Van-Diemen-Golf.

### Nebenflüsse mit Mündungshöhen
Nebenflüsse des Wildman River sind:
- Wildman River West Branch – 20 m
- Wildman River East Branch – 20 m
- Alligator Creek – 3 m

### Wasserlöcher
Zum Wildman River gehören folgend Wasserlöcher:
- Two Mile Hole – 18 m
- Four Mile Hole – 4 m